# Цукерман, Барух
Барух Цукерман (26 июня 1887, Куренец, Виленская губерния — 13 декабря 1970, Израиль) — лидер рабочего сионизма, политический деятель, редактор.

## Биография
Родился в семье Авигдора Цукермана и Сары Голуб. Получил традиционное еврейское религиозное образование. Юношей примкнул к сионистскому движению. В возрасте 17 лет прибыл в США. Он планировал изучать стоматологию в Нью-Йоркском стоматологическом колледже, но в 1904 стал одним из основателей, а затем и лидером партии «Поалей Цион». Один из основателей Народного благотворительного комитета (в 1915—1924 его исполнительный директор). Сотрудничая с Д. Бен-Гурионом и И. Бен-Цви, помогал им во время Первой мировой войны мобилизовать добровольцев, один из создателей Еврейского легиона.
В 1923 сыграл ключевую роль в создании Национального комитета по трудовым вопросам для еврейских рабочих в Палестине, организации, известной теперь как Национальный комитет по труду в Израиле.
Один из учредителей Американского еврейского конгресса и Гистадрута, был представителем сионистов-социалистов во Всемирной сионистской организации, член исполкома Еврейского агентства (в 1948-56 возглавлял его латиноамериканский и организационный отделы).
Некоторое время он был редактором еженедельного издания лейбористской сионисткой организации США «Идиш Кемфер» и редактором «Фолк Сион», публикации Всемирной сионистской организации.
С 1956 — в Израиле, занимался публицистикой. Автор трёхтомных мемуаров «Очерки и профили» (1967).